# John Lysaght (1er baron Lisle)
John Lysaght, 1er baron Lisle de Mountnorth dans le comté de Cork, dans la pairie d'Irlande (1702 - 15 juillet 1781) est un pair et homme politique irlandais.

## Biographie
Fils aîné de Nicholas Lysaght et de Grace, fille du colonel Thomas Holmes de Kilmallock, dans le comté de Cork, John fait ses études au Trinity College de Dublin. Son père Nicholas est un propriétaire terrien protestant du sud de l'Irlande, un soldat qui sert avec l'armée d'invasion de Guillaume III à la Bataille de la Boyne en 1689 en tant que colonel de cavalerie. Le grand-père de John, également nommé John Lysaght, est cornette dans l'armée de Lord Inchiquin qui est engagée pour réprimer le soulèvement catholique en 1641 qui conduit à un massacre sanglant dans le nord de la colonie écossaise protestante de la plantation d'Ulster. La querelle qui s'ensuit à la Chambre des communes précipite la chute du comte de Strafford et le début du conflit de la guerre civile anglaise l'année suivante.
John Lysaght siège comme député à la Chambre des communes irlandaise pour Charleville de 1727 à 1758, date à laquelle, le 18 septembre, il est élevé à la pairie d'Irlande en tant que baron Lisle, de Mountnorth dans le comté de Cork.

## Famille
Il épouse le 17 décembre 1725, Catherine Deane, troisième fille et cohéritière de Joseph Deane, de Crumlin, chef baron de l'Échiquier irlandais, par Margaret, sœur de Henry Boyle (1er comte de Shannon). Ils ont cinq enfants.
- John Lysaght (2e baron de Lisle) (en)
- Joseph épouse Henrietta, veuve de John Godsell et fille aînée d'Arthur St Leger (1er vicomte Doneraile). Il meurt sans héritiers en 1799.
- James est mort célibataire
- Margaret épouse William Hodder de Huddersfield, Yorkshire
- Mary épouse Kingsmill Pennefather, député de Cashel, fils aîné et héritier de Richard Pennefather de New Park, comté de Tipperary.

Sa première femme meurt et, en 1746, le baron épouse en secondes noces Elizabeth, fille unique d'Edward Moore de Mooresfort, comté de Tipperary, dont il a d'autres descendants.
Il meurt en juillet 1781 et est remplacé dans la baronnie par son fils John.